# Halmeu
Halmeu (węg. Halmi) – wieś w Rumunii, w okręgu Satu Mare, w gminie Halmeu. W 2011 roku liczyła 3564 mieszkańców. 